# King's African Rifles
El King's African Rifles fue un regimiento colonial británico de varios batallones que surgió en las diversas posesiones del Imperio británico en África Oriental desde 1902 hasta la independencia de estos países en la década de 1960. El regimiento desempeñó funciones tanto militares como de seguridad nacional interna dentro de los territorios coloniales y sirvió fuera de estos territorios durante las dos Guerras Mundiales. La base de las fuerzas la constituían los habitantes nativos, mientras que la mayoría de los oficiales fueron reclutados del Ejército Británico, aunque con el paso del tiempo aparecieron algunos oficiales de origen africano.

## Formación
Seis batallones se formaron en 1902 por la fusión del Regimiento de África Central, Fusileros de África Oriental y Fusileros de Uganda, con uno o dos batallones estacionados en cada una de las siguientes colonias, a saber, Nyasaland, Kenia, Uganda y Somalilandia Británica:
- 1.er batallón (Nyasaland) desde 1902 hasta 1964.
- 2.º Batallón (Nyasaland) desde 1902 hasta 1963.

Estos dos batallones también se conocían como el primer y segundo batallones de África Central.
- 3.er Batallón (Kenia) de 1902 a 1963.
- 4.º Batallón (Uganda) de 1902 a 1962.
- 5.º Batallón (Uganda) 1902-1904: el batallón superior como el primero en establecerse.
- 6o Batallón (Somalia Británica) desde 1902 hasta 1910.[3]

Los batallones 2, 5 y 6 se disolvieron posteriormente en 1910.